# アイスホッケースウェーデン代表
アイスホッケースウェーデン代表（アイスホッケースウェーデンだいひょう、英語: Sweden national men's ice hockey team、スウェーデン国内ではTre Kronorとも呼ばれている）は、スウェーデンアイスホッケー連盟によるスウェーデンのナショナルチーム。現在、世界ランキングは4位となっている。カナダ、ロシア、アメリカ、フィンランド、スロバキア、チェコと並んでビッグ7の一員と考えられている。「Tre Kronor」の由来はチームジャージのデザインにある3つの王冠（three crown）から来ている。これは、スウェーデンの国章が元となっている。なお、このシンボルマークはチェコスロバキアのプラハで開かれた1938年アイスホッケー世界選手権から使用されている。
2006年にはトリノオリンピックでフィンランドを3-2で降して、世界選手権ではチェコを降しいずれも金メダルを獲得、冬季オリンピックとアイスホッケー世界選手権を同一年に制した最初のチームとなっている

スウェーデンの国章。

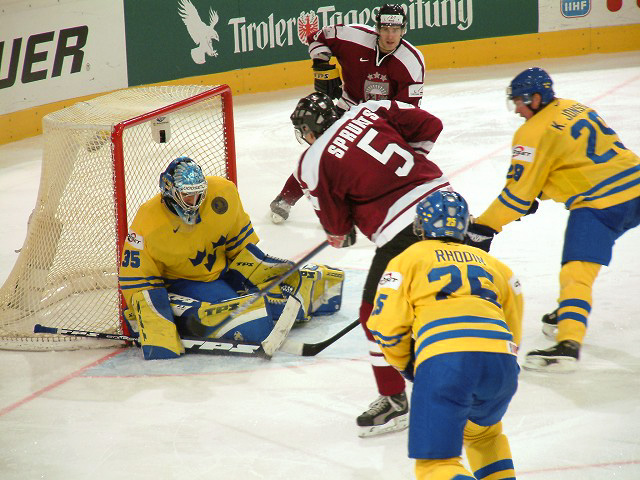
2005年アイスホッケー世界選手権におけるラトビア戦でゴールを死守するスウェーデン代表チーム。

。

## 主な成績

### オリンピック
| 開催年 | 大会名                                     | 順位     |
| ------ | ------------------------------------------ | -------- |
| 1920年 | アントワープオリンピック                   | 4位      |
| 1924年 | シャモニーオリンピック                     | 4位      |
| 1928年 | サンモリッツオリンピック                   | 銀メダル |
| 1932年 | レークプラシッドオリンピック               | 出場せず |
| 1936年 | ガルミッシュパルテンキルヒェンオリンピック | 5位タイ  |
| 1948年 | サンモリッツオリンピック                   | 4位      |
| 1952年 | オスロオリンピック                         | 銅メダル |
| 1956年 | コルティナダンペッツォオリンピック         | 4位      |
| 1960年 | スコーバレーオリンピック                   | 5位      |
| 1964年 | インスブルックオリンピック                 | 銀メダル |
| 1968年 | グルノーブルオリンピック                   | 4位      |
| 1972年 | 札幌オリンピック                           | 4位      |
| 1976年 | インスブルックオリンピック                 | 出場せず |
| 1980年 | レークプラシッドオリンピック               | 銅メダル |
| 1984年 | サラエボオリンピック                       | 銅メダル |
| 1988年 | カルガリーオリンピック                     | 銅メダル |
| 1992年 | アルベールビルオリンピック                 | 5位      |
| 1994年 | リレハンメルオリンピック                   | 金メダル |
| 1998年 | 長野オリンピック                           | 5位      |
| 2002年 | ソルトレイクシティオリンピック             | 5位      |
| 2006年 | トリノオリンピック                         | 金メダル |
| 2010年 | バンクーバーオリンピック                   | 5位      |
| 2014年 | ソチオリンピック                           | 銀メダル |

### 世界選手権など
- アイスホッケー世界選手権
  - 金メダル 8回（1953年、1957年、1962年、1987年、1991年、1992年、1998年、2006年）
  - 銀メダル 17回（1947年、1951年、1963年、1967年、1969年、1970年、1973年、1977年、1981年、1986年、1990年、1993年、1995年、1997年、2003年、2004年、2011年）
  - 銅メダル 15回（1954年、1958年、1965年、1971年、1972年、1974年、1975年、1976年、1979年、1994年、1999年、2001年、2002年、2009年、2010年）
- カナダカップ - 1976年4位、1981年5位、1984年2位、1987年3位、1991年3位
- アイスホッケー・ワールドカップ - 1996年準決勝敗退、2004年準々決勝敗退